# كريستوف كولومبس (أنمي)
كريستوف كولومبس مسلسل انمي ياباني يحكي قصة الرحالة الإيطالي كريستوفر كولومبوس  أنتج عام 1992.

## الممثلين
- علي القاسم
- مروان فرحات
- فاطمة سعد
- أنجي اليوسف
- مأمون الرفاعي
- محمد خاوندي
- محمد خرماشو
- مأمون الفرخ
- نضال سيجري (مدرجة باسم نضال السيجري)

## طاقم العمل

### النسخة العربية
- الراوي: مأمون الرفاعي
- الإعداد: أيمن بكيراتي
- تسجيل الصوت: لؤي جلاد، الحارث أحمد
- المكساج: سامر أبو عسلي، محمد هيثم (مدرجة باسم محمد هاثم)
- المونتاج: سامر أبو حمد
- كمبيوتر الشارة: أنس جندلي
- الإشراف الهندسي: عامر شوكة
- أغنية الشارة: معن صالح
- المراجعة: سمير بلوك باشي
- متابعة الإنتاج: رضوان حجازي، م. نديم سليمان
- إدارة الإنتاج: ماهر الحاج ويس
- م. مخرج: أمل حويجة
- جميع الحقوق محفوظة: Young Future
- توزيع: Animation International
- تنفيذ الدوبلاج: مركز الزهرة للإنتاج والتوزيع الفني – دمشق
- الإشراف الفني: منّاع حجازي

## روابط خارجية
- كريستوف كولومبس على موقع IMDb (الإنجليزية)
- كريستوف كولومبس على موقع قاعدة بيانات الفيلم (الإنجليزية)
- كريستوف كولومبس على موقع ليتربوكسد (الإنجليزية)
- كريستوف كولومبس على موقع كينوبويسك (الروسية)
- كريستوف كولومبس على موقع قاعدة بيانات الفيلم (الإنجليزية)
- كريستوف كولومبس على موقع ANN anime (الإنجليزية)